# 아카바네

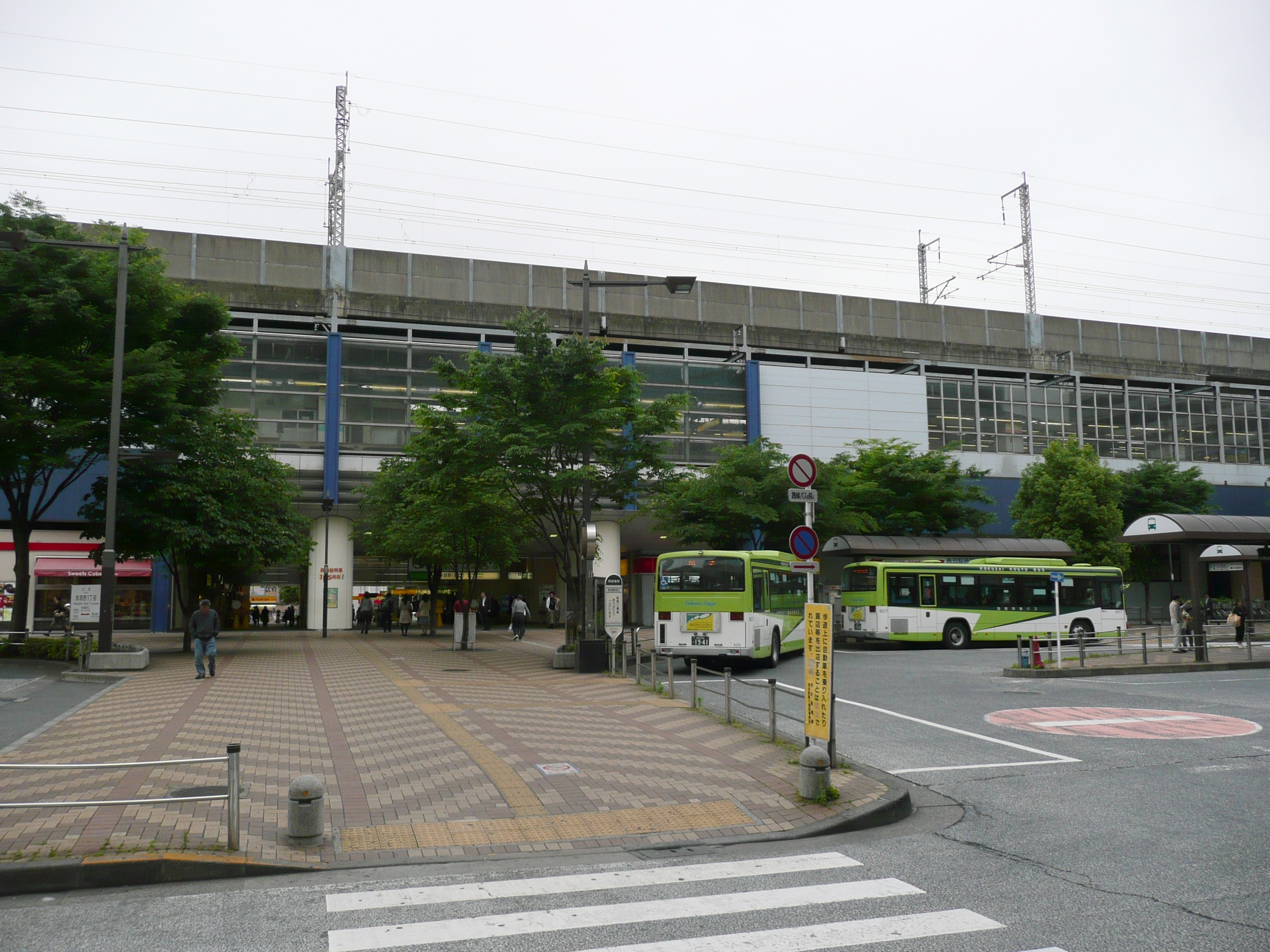

아카바네(일본어: 赤羽)는 일본 도쿄도 기타구에 있는 동네이다. 아카바네 1초메, 2초메, 3초메가 존재한다.

## 역사
현재 아카바네 복부인 이와부치(岩淵)는 슈쿠바마치로 발전하였으나 현재 아카바네역이 있는 지역은 그 철도역이 1885년에 설치된 후 발전하게 되었다.
이 지역에 우라와 현(浦和縣) 아카바네 촌(赤羽村)이 설치되었으나 1871년 11월 14일에 도쿄부에 편입되어 그 이후 도쿄 도에 속하고 있다.

## 교통
- 철도
  - 아카바네역(동일본여객철도)
  - 아카바네이와부치 역(도쿄 메트로 난보쿠 선, 사이타마 고속철도)
- 도로
  - 국도 제122호선(키타모토도리)
  - 도쿄 도도 제311호선(칸파치도리)